# 水連溪
水連溪，原名水璉溪，位於台灣東部之縣市管河川，幹流長度8.00公里，流域面積26.25平方公里，分佈於花蓮縣壽豐鄉。主流上游為北坑溪，發源於壽豐鄉月眉村月眉山北側，先向北後轉東再轉向南流，經北坑頭、水璉遺址，於水璉南側匯集另一大支流南坑溪，始稱水連溪，溪芳寮（蕃薯寮）匯集另一支流後，轉向東北東流，最終於宏明橋東北側注入太平洋。

## 水系主要河川
以下由下游至源頭列出水系主要河川，其中粗體字為主流河道。
- 水連溪：花蓮縣壽豐鄉[3]
  - 南坑溪：花蓮縣壽豐鄉
    - 十二分坑溪：花蓮縣壽豐鄉
    - 蜈蚣溪：花蓮縣壽豐鄉

  - 北坑溪：花蓮縣壽豐鄉